# Marta Gałuszewska
Marta Gałuszewska (Elbląg, 23 febbraio 1994) è una cantante polacca.

## Biografia
Marta Gałuszewska si è avvicinata alla musica sin dalle scuole elementari, quando ha iniziato a cantare nel suo primo gruppo. Nel 2011 ha partecipato al Festiwal Młodych Talentów, mentre nel 2012 ha partecipato al programma canoro Bitwa na głosy, dove il suo coro ha conquistato il secondo posto. L'anno successivo, insieme al suo gruppo Lightweight, ha vinto il festival Talent 2013 di Pasłęk.
La cantante è salita alla ribalta nel 2017 con la sua partecipazione all'ottava edizione del talent show The Voice of Poland. Superate le audizioni, è entrata a far parte del team di Michał Szpak, e nella finale del 25 novembre è stata incoronata vincitrice dal televoto. La vittoria le ha fruttato un contratto discografico con la Universal Music Polska, su cui ha pubblicato il suo singolo di debutto, Nie mów mi nie, che ha raggiunto la 5ª posizione della classifica polacca ed è stato certificato disco di platino dalla Związek Producentów Audio-Video con oltre 20 000 copie vendute a livello nazionale.
Il 3 marzo 2018 ha partecipato a Krajowe Eliminacje, il programma di selezione del rappresentante polacco per l'Eurovision Song Contest, dove ha presentato il brano Why Don't We Go. Si è piazzata 5ª su 10 partecipanti. Nel 2020 ha preso parte alla tredicesima edizione di Twoja twarz brzmi znajomo, la versione polacca del Tale e quale show.

## Discografia

### EP
- 2019 – Reasons

### Singoli
- 2017 – Nie mów mi nie
- 2018 – Jeden dzień
- 2018 – Givin' You Up
- 2018 – Reasons
- 2018 – Tylko mój (con Ewelina Lisowska e Honorata Skarbek)
- 2019 – Show Me
- 2019 – Jeszcze ja
- 2019 – That's Just Life
- 2019 – Szukam nas (con Jeremi Sikorski)
- 2020 – Ten moment (con Gromee)

#### Come featuring
- 2018 – Sweet & Bitter (Kush Kush feat. Marta Gałuszewska)
- 2019 – Perfekcja (Kaen feat. Marta Gałuszewska)
- 2019 – Love You Better (Gromee feat. Marta Gałuszewska)